# 少刺有爪猛水蚤
少刺有爪猛水蚤（学名：Onychocamptus vitiospinulosa）为老丰猛水蚤科有爪猛水蚤属的动物，是中国的特有物种。分布于广东等地，常栖息于江河的沿岸带。